# Noyelles-sous-Lens
 Noyelles-sous-Lens  es una población y comuna francesa, situada en la región de Norte-Paso de Calais, departamento de Paso de Calais, en el distrito de Lens y cantón de Noyelles-sous-Lens.

## Demografía
| 10 049 | 9834 | 8779 | 8188 | 7687 | 7359 |
| Para los censos de 1962 a 1999 la población legal corresponde a la población sin duplicidades (Fuente: INSEE [Consultar]) |      |      |      |      |      |